# سكوت وارنر
سكوت وارنر (بالإنجليزية: Scott Warner)‏ (3 ديسمبر 1983 بروتشديل في المملكة المتحدة - ) هو لاعب كرة قدم بريطاني في مركز الوسط. لعب مع نادي روتشديل ونادي هايد إف سي ونادي رادكليف ‏.

## وصلات خارجية
- سكوت وارنر على موقع قاعدة بيانات كرة القدم.إي يو (الإنجليزية)
- سكوت وارنر على موقع Soccerbase.com (لاعب) (الإنجليزية)